# Gobernación de Damieta
Damieta (en árabe: دمياط) es una de las veintisiete gobernaciones de la República Árabe de Egipto. Está ubicada al norte del país, en el delta del Nilo, siendo costera del mar Mediterráneo. Su capital es la ciudad de Damieta. 

## Distritos con población estimada en julio de 2017
- Az-Zarqā' 169,229
- Damietta 334,298
- Fāraskūr 256,866
- Kafr al-Baṭṭīkh 133,387
- Kafr Sa'd 265,467
- Madīnat Dumyāṭ al-Jadīdah 50,393
- Ra's al-Bar 9,444

## Territorio y población
El área de la gobernación es de 1.029 kilómetros cuadrados. Su población asciende al número de 1.092.316 habitantes (censo de 2006). Su densidad poblacional es de 1855 residentes por kilómetro cuadrado.

## Economía
La Gobernación de Damieta es famosa por sus granjas de guayaba, sobre todo en los pueblos de Senaneyya y Kafr El-Battikh, así como por las palmeras que cubren la costa de Ras El Bar, al este, hasta Gamasa en el oeste, y también en el pueblo Reyad localizado en el sur. Las palmeras exceden al millón y medio. Damietta exporta aproximadamente 1,2 millones de palmeras a muchos países, sobre todo a la República Helénica y a la República Popular China. Damieta es famosa por producir trigo, maíz, algodón, arroz, patatas, limón, uvas y tomates.